# 克莱门公寓
克莱门公寓（英語：Clement's Apartments）曾称森內饭店，现称玉门公寓，位于今中國上海市徐汇区复兴中路1363号，处于原辣斐德路西首，为一法国式公寓里弄小区。公寓于民国18年（1929年）竣工，为文艺复兴式英伦亚当风格建筑。1994年，克莱门公寓入选第二批上海市优秀历史建筑。今公寓为普通民宅，地处衡山路-复兴路历史文化风貌区内。

## 历史

### 民国时期
民初时期，在上海法商电车电灯公司任大班的比利时人克莱门（英語：A.Clement），陷入了企业的人事斗争中，后受到其法国副手的排挤而离职。成为独立商人的克莱门嗅到了外国人来沪住房难的商机，做起了建出租房的生意。。
1920年代末，克莱门与教会合作建造了克莱门公寓，公寓竣工于1929年，与今位于陕西南路的陕南村一样，建成后租客大多为外国侨民。1936年，这里曾开设有上海第一家室内铺设地板的溜冰场——辣斐溜冰场，进门有寄衣帽间和付款租用溜冰鞋的柜台，场地呈椭圆形。1941年，这里则开设有辣斐劇場，正值上海孤岛时期的剧场负责演出的是于伶领导的上海剧艺社，演出过不少左联作品，诸如曹禺的话剧以及巴金、郭沫若、鲁迅作品改编的话剧。剧场在太平洋战争爆发，日军进入上海租界后的1941年末被迫关闭。与此同时，停泊在上海港的意大利油轮康悌凡尼号不愿被日军征用自沉于黄浦江，船员登陆自寻出路。此后不久，克莱门的侄女招募了以船上餐厅和厨房人员为主体的登陆人员，在剧院原址上开设了一家森内饭店（Sunny Restaurant），供应意大利菜肴及西点，还配有一个不大的舞厅并有乐队伴奏，饭店的生意不温不火，意大利船员在1945年反法西斯战争胜利后陆续离开了中国。

### 现代保护
1950年代，随着中华人民共和国的成立，在沪西方人陆续离开中国。饭店于1954年后改为东华书场，设有400多个座位，常有名家来此献艺，书场歇业于文革期间。在此之后，公寓完全成为了居民住宅，客房被改造成居民住房并在原来的过道走廊上搭建厨房铺设煤气，对公寓原有的内部格局进行了分割与改造等大变化，外貌依旧，但内部格局已经完全变样。1994年，成为「上海市优秀历史建筑」的克莱门公寓得到了法律层面的保护，但是数十年的老房子已显破败，墙面开裂，泥墁掉落的情况并不罕见。2006年，公寓3、4号楼更是因电气线路故障，而引发生大火，大火烧穿了公寓其中一幢楼的房顶，3楼与4楼之间的装饰层也有损伤，过火面积约70平方米。由于受灾情况不算十分严重以及修缮及时，火灾未影响到建筑本身的历史价值。政府在修缮复原房屋外立面历史原貌的同时，也对房屋内部的水管、下水道、老化电线等进行了维修更换。。

## 建筑特色
克莱门公寓占地10242平方米，建筑面积1.34万平方米，由完全相同的5幢假4层楼房组成，呈梅花形排列。墙面为水泥沙浆糙面，铺设清水红砖，屋顶有老虎窗，墙角有装饰花纹，通过创造性地运用红砖的不同拼砌方法，创造出丰富的装饰效果，砖饰图案既有西方传统特点，又有现代装饰意味。每个层面有大小不一的房间9套，平面布局成品字型，室内楼梯栏杆、门扇等细节处呈现出装饰风艺术风格的特征，最初每一房间都陈设有法式家具，公寓还设有咖啡厅、电话间、汽车间、游泳池，建造之初院中央还有一座造型精致的小喷水池。克莱门公寓属于公寓式里弄，住宅与绿化组成不规则的状态界定庭院空间，呈现出一种比较自由放松的空间感。
正是由于克莱门公寓的建筑特色，吸引了不少以「老上海」为背景的电视剧与电影摄制组，如由曹禺同名话剧改编的电视剧《日出》、经典沪语电视剧《孽债》，许鞍华电影《半生缘》都曾在公寓取过镜头。

## 图片集

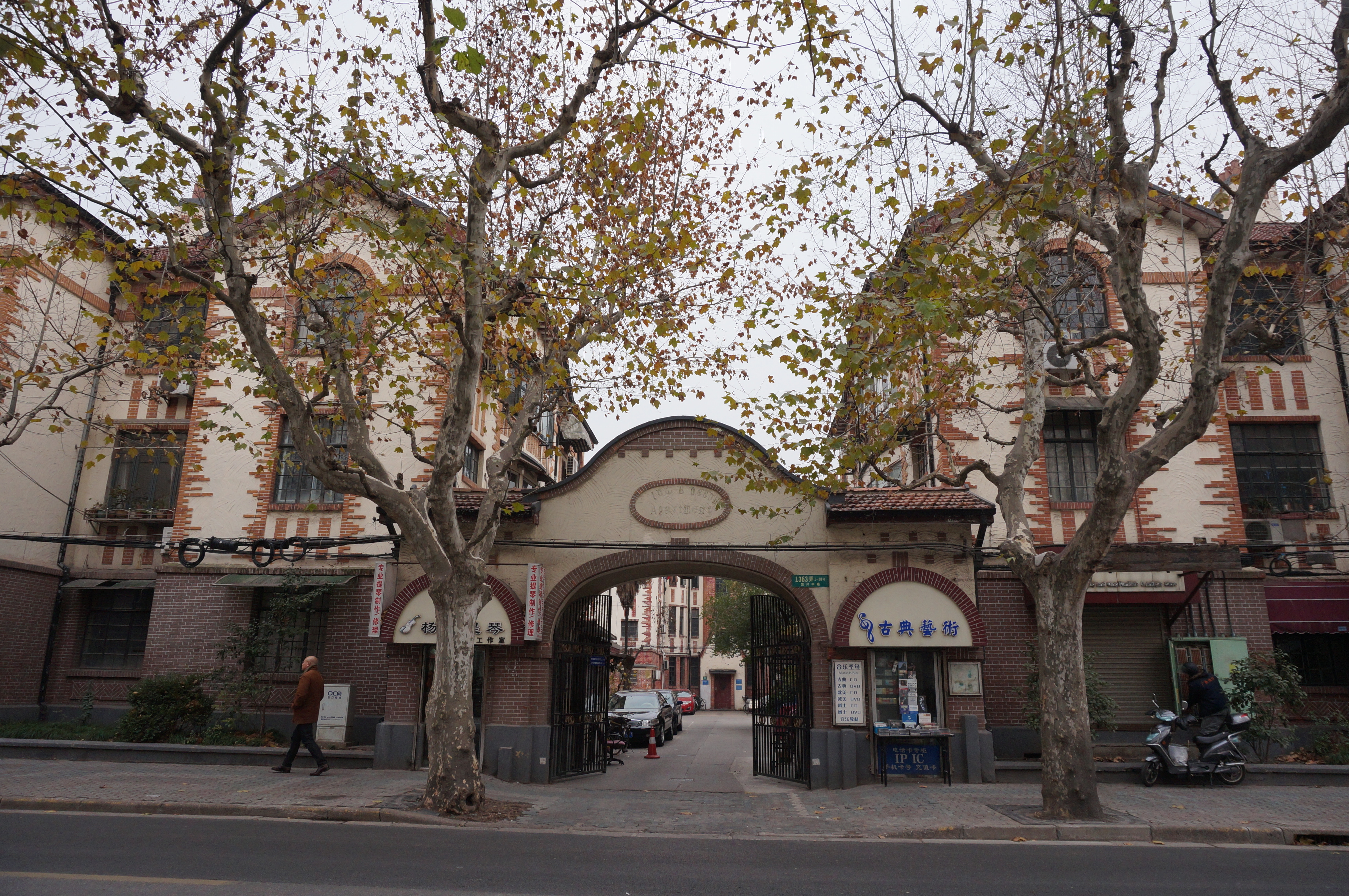
克莱门公寓大门
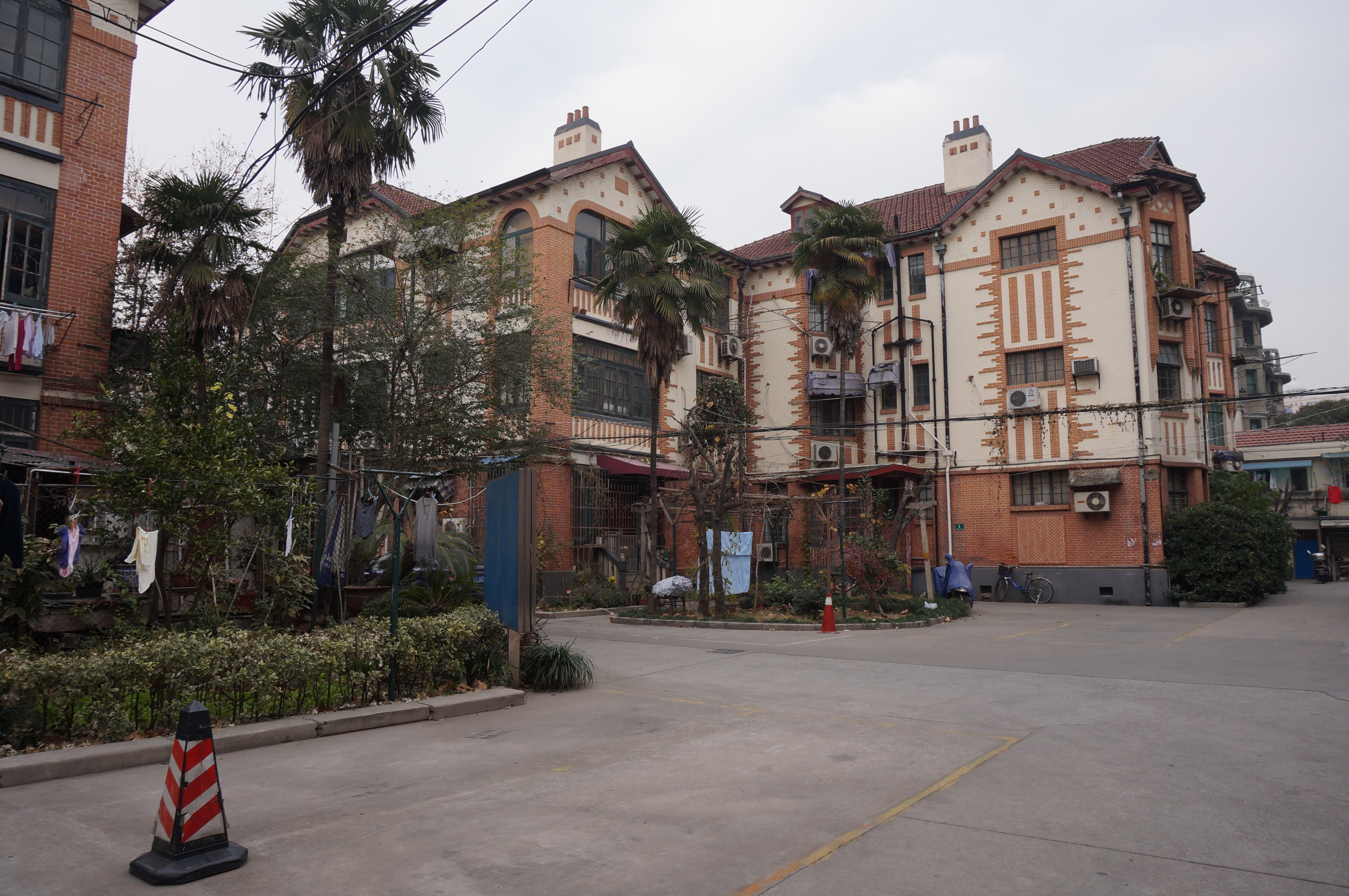
克莱门公寓内景
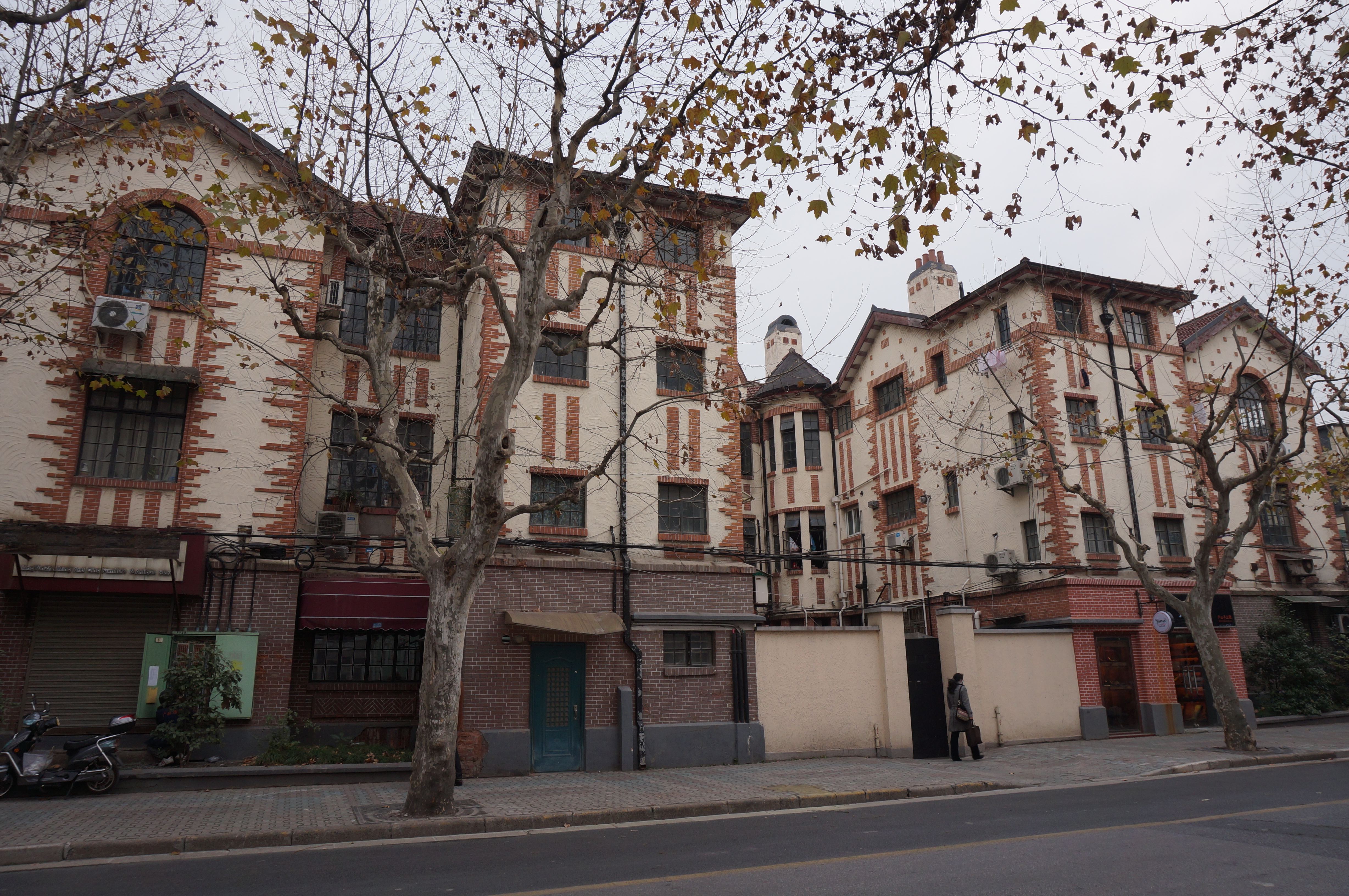
克莱门公寓沿复兴中路住房